# Brunettia albohumeralis
Brunettia albohumeralis är en tvåvingeart som först beskrevs av Enrico Adelelmo Brunetti 1911.  Brunettia albohumeralis ingår i släktet Brunettia och familjen fjärilsmyggor.
Artens utbredningsområde är Sri Lanka. Inga underarter finns listade i Catalogue of Life.